# Muurschildering Osdorpplein
De Muurschildering Osdorpplein is een kunstwerk in Amsterdam Nieuw-West.
De muurschildering werd in 1983 geplaatst door de Chileense kunstenaar Jorge Kata Nuñez. Hij werkte destijds met kunstenaarscollectief Brigada Ramona Parra. In Amsterdam zouden zestig muurschilderingen van zijn hand zijn geweest, maar veel van zijn werk is vernietigd dan wel overgeschilderd of ten prooi gevallen aan sloop. Ook deze muurschildering op een muur van een winkelpand aan het Osdorpplein verdween uit zicht, toen er gebouwen tegen aan werden gezet. In 2018 werden er weer werkzaamheden verricht in de buurt, waarbij grote delen van de omgeving (alweer) gesloopt werden en de muurschildering werd in oktober 2018 weer zichtbaar. De projectontwikkelaar heeft toen de kunstenaar weten te achterhalen, die op het moment van herontdekking toevallig in Nederland was om een kunstwerk van hem in Rotterdam te herstellen. Het contact kwam via het Centrum Beeldende Kunst in Rotterdam.
Nunez maakte de muurschildering, inclusief "zijn" vogels en vissen, tijdens het dictatoriaal bewind van Augusto Pinochet in zijn thuisland. Hij was zelf gevangene van het bewind en werd verbannen. De kunstenaar vestigde zich als politiek vluchteling in Nederland. De kunstenaar: de paardenkop staat voor kracht van het volk; de ster, gedragen door man en vrouw is een teken van hoop. Hij vermeldde ook de tekst: Nee tegen fascisme (no al fascismo naast de Chileense vlag). De projectontwikkelaar was bereid het zicht op de muurschildering zichtbaar te houden door plaatsing van een glaswand in het dan nog nieuw te bouwen stadsloket. Of de door derden geplaatste tags daarbij verwijderd worden is onbekend.  
In hetzelfde jaar werd op de Centrale Markthallen al een Muurschildering van Keith Haring teruggevonden.